# ジョン・アロースミス (地図製作者)

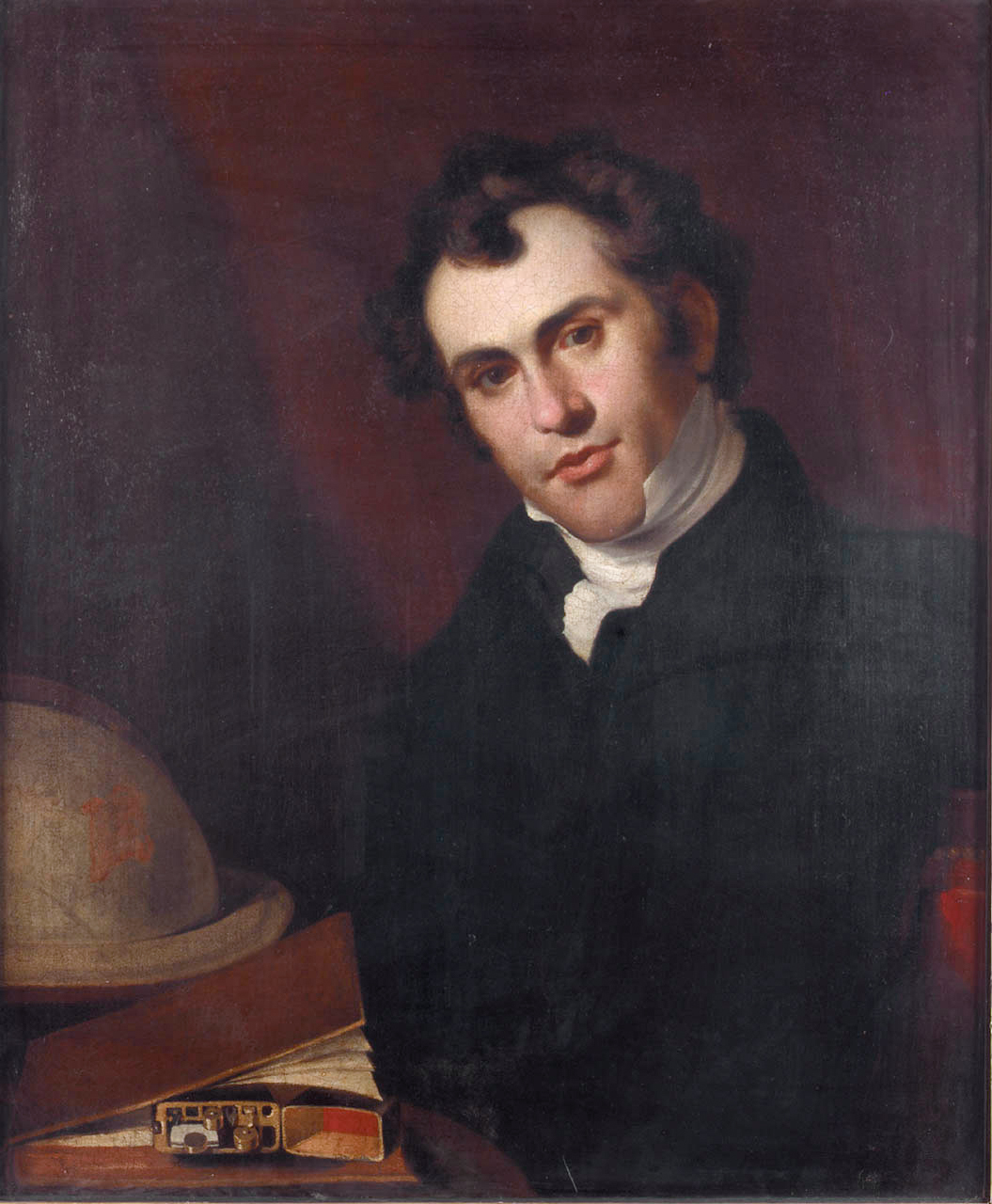
John Arrowsmith

ジョン・アロースミス（John Arrowsmith、1790年 – 1873年）は、イングランドの地理学者、地図製作者で、地理学者/地図製作者を多数輩出したアロースミス家の一員。カウンティ・ダラムのウィンストン (Winston) 生まれ。

## 概要
1810年、アロースミスは、おじのアーロン・アロースミス (Aaron Arrowsmith) がロンドンに構えていた地図作製の仕事に加わった。1821年、彼らはハドソン湾会社から得た地図と、アーロン自身の業績を踏まえて、北アメリカの地図を地図を作って出版した。おじアーロンが1823年に死去すると、その事業はその息子たち、同名の息子アーロンとサミュエルのアロースミス兄弟が継承したが、1839年に至り、ジョン・アロースミスが事業を継承する事になった。1834年、ジョン・アロースミスは『ロンドン・アトラス (London Atlas)』を刊行したが、これは当時の同様の地図帳の中では最も出来の良いものであった。この地図帳に、長期にわたって一連の丹念に注意深く作成された地図を加え、特にオーストラリア、アメリカ、アフリカ、インドなどの地図は価値の高いものとなった。1863年、アロースミスは、自らもその設立者のひとりであった王立地理学会から、金メダル（パトロンズ・メダル）を授与された。
アロースミスの作成した地図は多数にのぼり、その端正で完成度の高い様式は、きわめて広い範囲で評判となった。他方でアロースミスは、地図作製のための資料収集においても最も活発な活動を行っていた。
カナダ・ブリティッシュコロンビア州バンクーバー島のポート・アルバーニ (Port Alberni) の東方に位置するアロースミス山 (Mount Arrowsmith) は、ジョン・アロースミスと、そのおじアーロン・アロースミスにちなんで名付けられたものである。西オーストラリア州のアロースミス川 (Arrowsmith River) は、サー・ジョージ・グレイが、アロースミスにちなんで命名したものであり、アロースミスは後に、グレイが出版した2編の西オーストラリアの探険日誌のために、複数の地図を作成した。

## ジョン・アロースミスによる地図

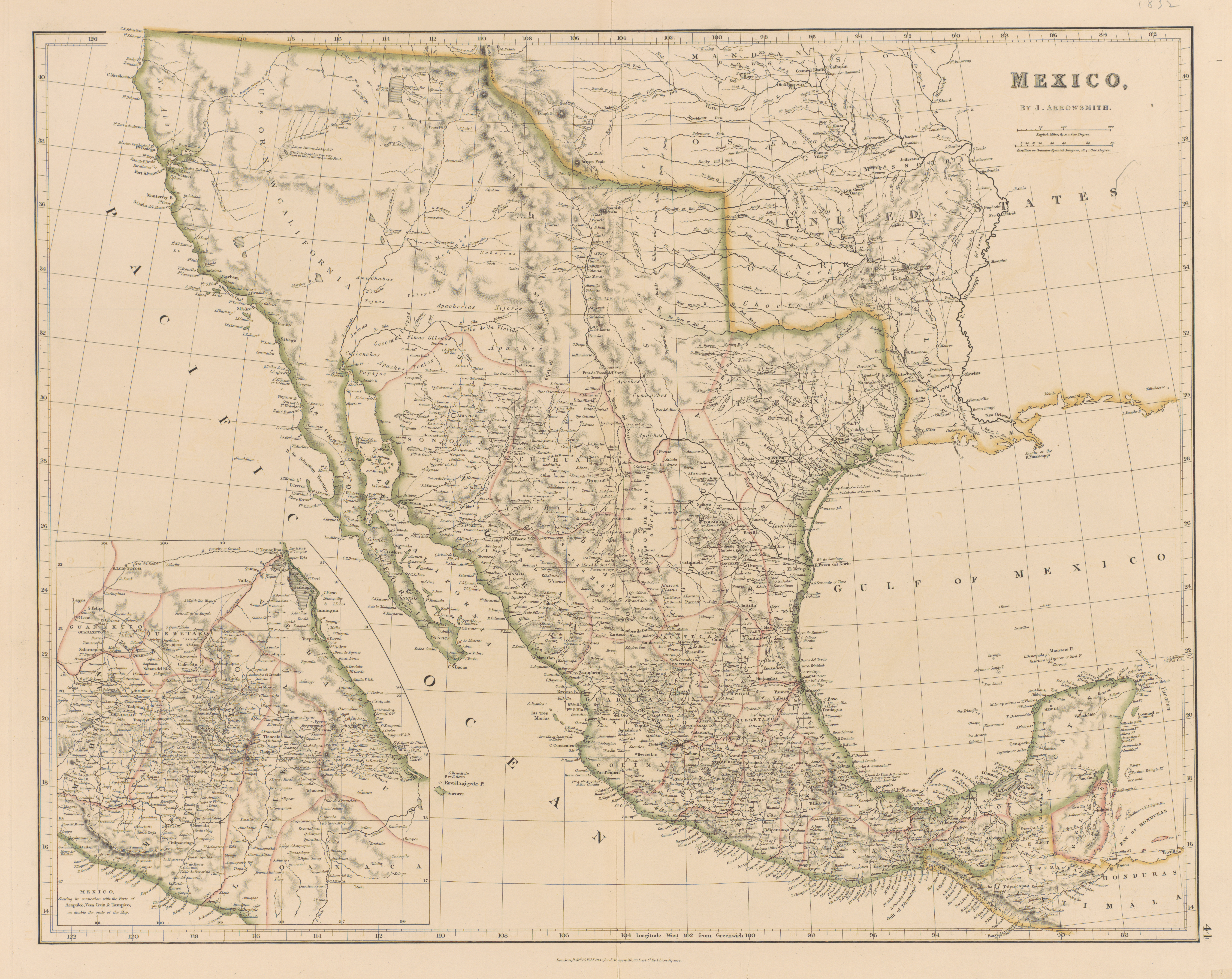
1832 メキシコ 地図, ジョン・アロースミス

1841 テキサス州 地図, ジョン・アロースミス

『David Rumsey Historical Map Collection』に記された出版順による。（ランド）
- 1832年: England（イングランド）
- 1832年: Europe（ヨーロッパ）
- 1832年: Ireland（アイルランド）
- 1832年: Sweden & Norway（スウェーデンとノルウェー）
- 1832年: Belgium & Holland（ベルギーとオランダ）
- 1832年: Denmark (with Iceland)（デンマークおよびアイスランド）
- 1832年: Orbis Veteribus Notus (Europe/Asia/Africa)（オルビス・ウェテリブス・ノトゥス＝旧世界全図：ヨーロッパ/アジア/アフリカ）
- 1832年: Western Germany（ドイツ西部）
- 1832年: Austrian Empire（オーストリア帝国）
- 1832年: Russia & Poland（ロシアとポーランド）
- 1832年: Switzerland & the Passes of the Alps（スイスとアルプス山脈の峠）
- 1832年: South Italy（イタリア南部）
- 1832年: Greece & the Ionian Islands（ギリシャとイオニア諸島）
- 1832年: Spain & Portugal（スペインとポルトガル）
- 1834年: North Italy & the Passes of the Alps（イタリア北部とアルプス山脈の峠）
- 1834年: France（フランス）
- 1834年: The Inland Railroads, Navigation, Geology & Minerals of England（イングランドの内陸鉄道、水路、地質、鉱物資源）
- 1834年: Scotland（スコットランド）
- 1834年: Prussia & Poland（プロイセンとポーランド）
- 1838年: New Zealand（ニュージーランド）
- 1842年: British Guiana（イギリス領ガイアナ）
- 1842年: Australia, Eastern Portion（オーストラリア東部）
- 1843年: Texas（テキサス）
- 1844年: Switzerland（スイス）
- 1844年: Europe（ヨーロッパ）
- 1844年: England（イングランド）
- 1844年: Ireland（アイルランド）
- 1844年: Africa（アフリカ）
- 1844年: Asia（アジア）
- 1844年: China（中国）
- 1844年: America（アメリカ）
- 1844年: Brazil（ブラジル）
- 1846年: British North America（イギリス領北アメリカ）
- 1849年: Vancouver Island and the Adjacent Coasts（バンクーバー島と周辺海岸部）
- 1854年: British North America（イギリス領北アメリカ）
- 1848年: Southern Tip of Vancouver Island and Oregon Territory（バンクーバー島南端とオレゴン準州）
- 1850年: Southern Tip of Vancouver Island（バンクーバー島南端）
- 1850年: Asia Trade Routes（アジアの交易路）
- 1857年: South Africa - Showing the Routes of the Rev'd Dr. Livingstone between the years 1849 & 1857（アフリカ南部：リヴィングストン博士の1849年から1857年までの行程）
- 1865年: South Eastern Africa - Map of the River Shire, the Lakes Nyassa & Shirwa, the Lower Courses of the Rivers Zambesi, & Rovuma（アフリカ東部：シーレ川、ニアサ湖（マラウイ湖）、シルワ湖、ザンベジ川下流、ルヴマ）
- 1880年: Africa（アフリカ）
- 1901年: Map of the Ionian Islands & Malta（イオニア諸島とマルタ）